# Cerotainia marginata
Cerotainia marginata là một loài ruồi trong họ Asilidae. Cerotainia marginata được Hermann miêu tả năm 1912. Loài này phân bố ở vùng Tân nhiệt đới.